# Лесаун
Лесаун (ісп. Lezáun (офіційна назва), баск. Lezaun) — муніципалітет в Іспанії, у складі автономної спільноти Наварра. Населення — 266 осіб (2009).
Муніципалітет розташований на відстані близько 300 км на північний схід від Мадрида, 27 км на захід від Памплони.

## Демографія
Динаміка населення (INE ):